# Küppersbusch

Küppersbusch-Logo (seit 2014)

Friedrich Küppersbusch

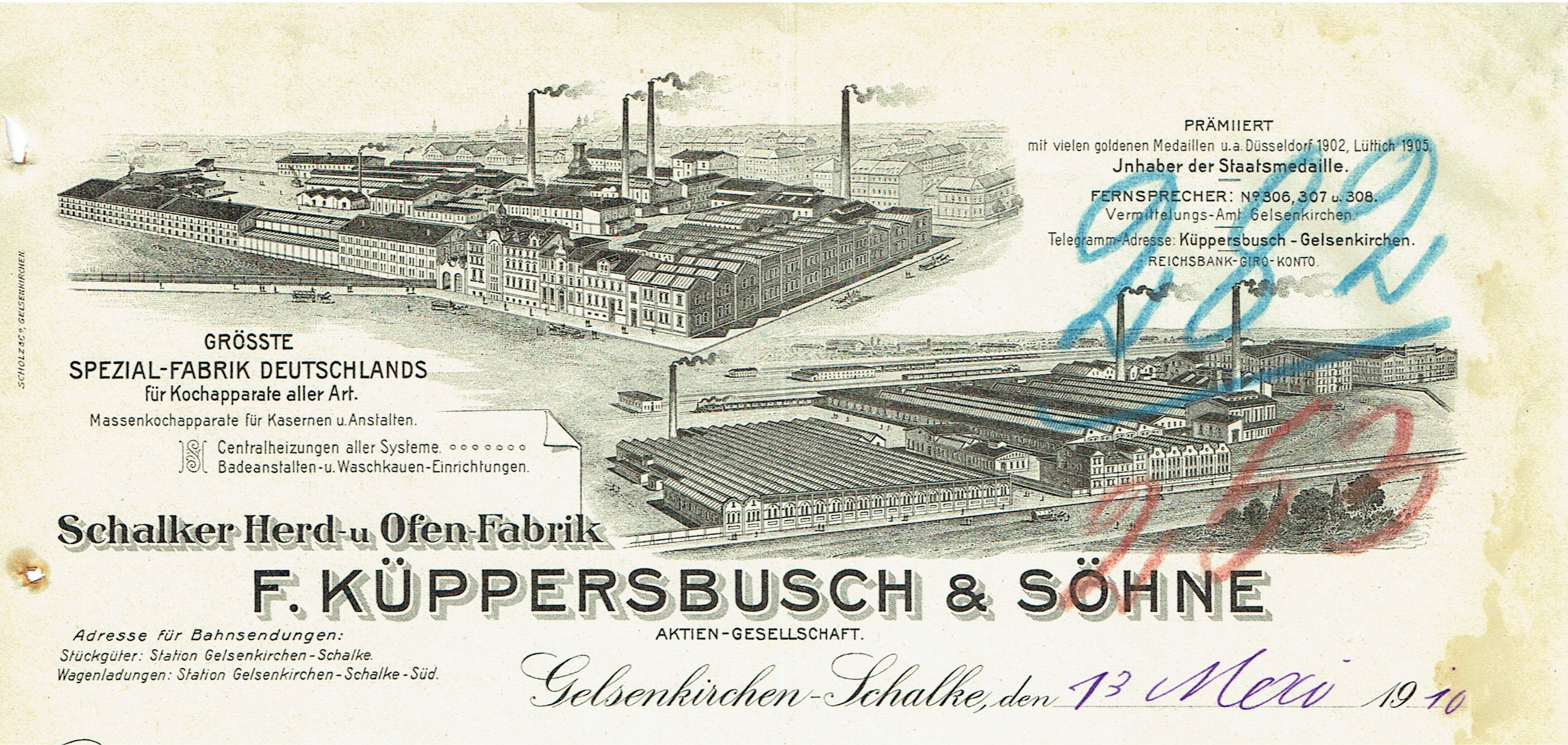
Briefkopf der F. Küppersbusch & Söhne AG von 1910

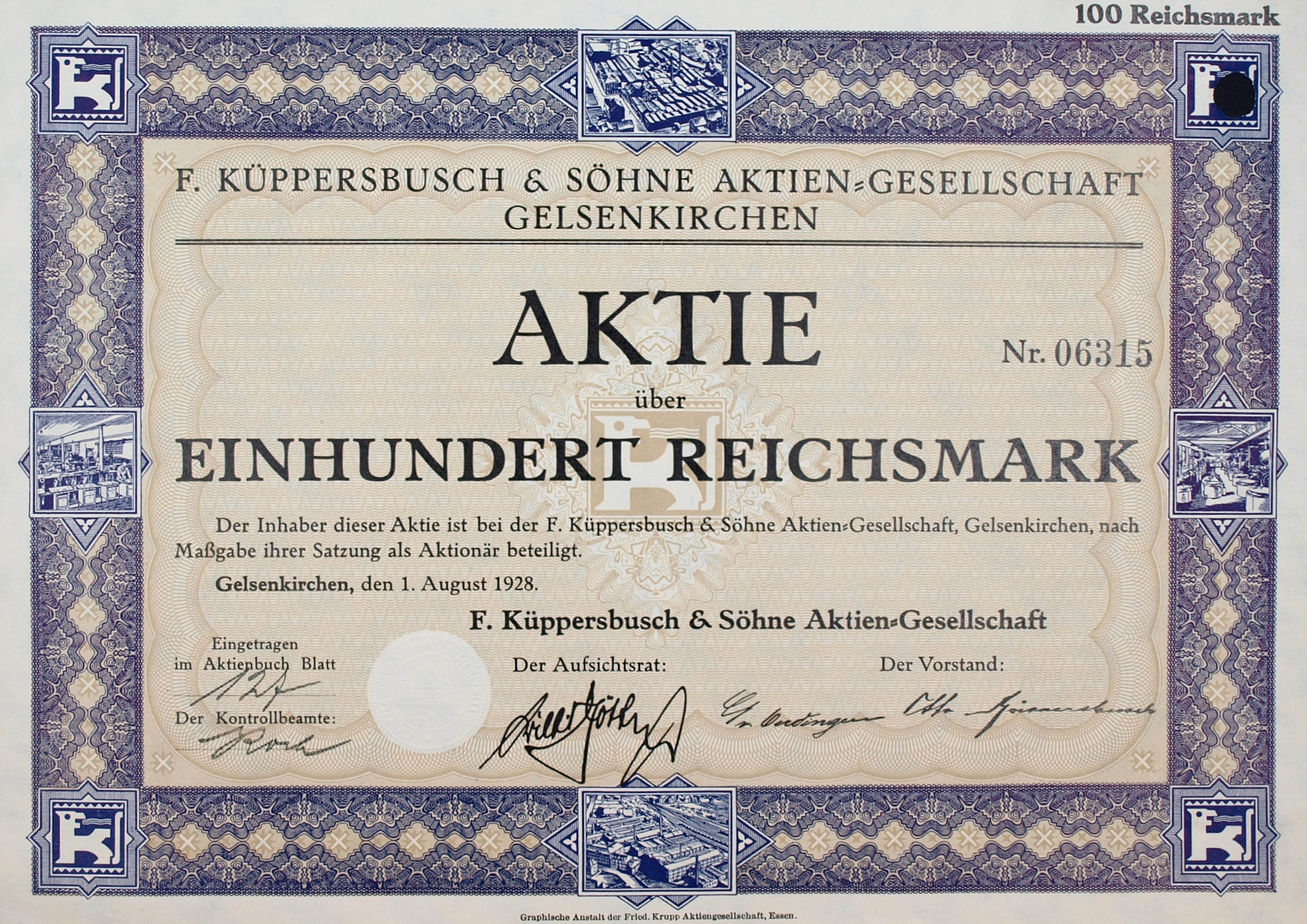
Aktie über 100 RM der F. Küppersbusch & Söhne AG vom 1. August 1928

Die Küppersbusch Hausgeräte GmbH ist ein deutscher Küchengerätehersteller mit Sitz in Gelsenkirchen. 

## Geschichte
1875 nahm Friedrich Küppersbusch die handwerkliche Fertigung von Kohleherden und Kohleöfen in Gelsenkirchen-Schalke auf. 1898 begann die Produktion von Großküchengeräten. 1907 war die F. Küppersbusch & Söhne AG mit 2.000 Mitarbeitern „die größte Spezialfabrik für Kochapparate aller Art in Deutschland“. 1925 wurden Elektroherde hergestellt. Zum Lieferprogramm gehörten auch Hochleistungsbrenner für die Industrie, z. B. zum Trocknen von Gießereiformen. 1944 wurde das Werk durch Bombenangriffe zerstört. Im August 1982 meldete die damalige Küppersbusch AG als Tochtergesellschaft der AEG Vergleich zur Vermeidung des Konkurses an.
Die Teka Group übernahm 1999 den Geschäftsbetrieb und gründete die heutigen operativen Gesellschaften. Der ehemalige Gesellschaftsmantel mit dem Immobilienbesitz der Küppersbusch AG lebt als Colonia Real Estate fort.
Außerdem existiert eine Firma Küppersbusch Hausgeräte GmbH in der Küppersbuschstraße in Gelsenkirchen.